# Lohkirchen
Lohkirchen település Németországban, azon belül Bajorországban. Lakosainak száma 852 fő (2023. december 31.).

## Népesség
A település népessége az elmúlt években az alábbi módon változott:
| Lakosok száma | 593  | 872  | 583  | 602  | 693  | 700  | 727  | 741  | 805  | 852  |
|               | 1875 | 1950 | 1975 | 1987 | 2012 | 2014 | 2016 | 2017 | 2021 | 2023 |